# Yamandaka
El Yamandaka es una montaña india que se encuentra en el valle de Arganglas, Ladakh. Mide 6.218 m s. n. m. En el año 2001 el explorador y montañero hindú Harish Kapadia exploró el valle de Arganglas. De esta expedición formaban parte los escaladores estadounidenses Mark Richey y Mark Wilford, quienes hicieron esta cumbre el 13 de septiembre de 2001. Un anciano de la aldea de Tigur sugirió que llamasen a la montaña Yamandaka, una deidad del budismo.